# Ciel de lit
Un ciel de lit ou fond de lit est la partie d'un lit à baldaquin ou à dais qui fait face à la couche.
Réalisé en étoffe, en bois, souvent sculpté, ou en d'autres matériaux, il est généralement monté dans un cadre et soit suspendu aux solives du plafond à l'aide de cordes, soit soutenu par les quatre piliers ou quenouilles d'un lit à colonnes, soit fixé au mur.
Avec les tentures ou rideaux (courtines au XVIe siècle), les pentes intérieures et extérieures, les cantonnières, le soubassement et la courte-pointe, le ciel de lit en étoffe participe à la garniture complète d'un lit dit « à rideaux ».

## Quelle est l'origine des ciels de lit?
Les ciels de lit, également appelés baldaquins, trouvent leurs origines au Moyen Âge en Europe. À l'époque, ils étaient utilisés principalement pour des raisons pratiques et de statut social.
Les ciels de lit étaient installés au-dessus des lits pour protéger les dormeurs des courants d'air froid, des insectes, et parfois même des chutes de débris des plafonds mal isolés. Ils étaient aussi un symbole de richesse et de prestige, souvent ornés de tissus luxueux comme la soie ou le velours, et réservés aux chambres royales et aux nobles.

Avec le temps, le ciel de lit est devenu un élément décoratif, symbolisant le confort et la protection, tout en ajoutant une touche de sophistication et de romantisme à la chambre à coucher.

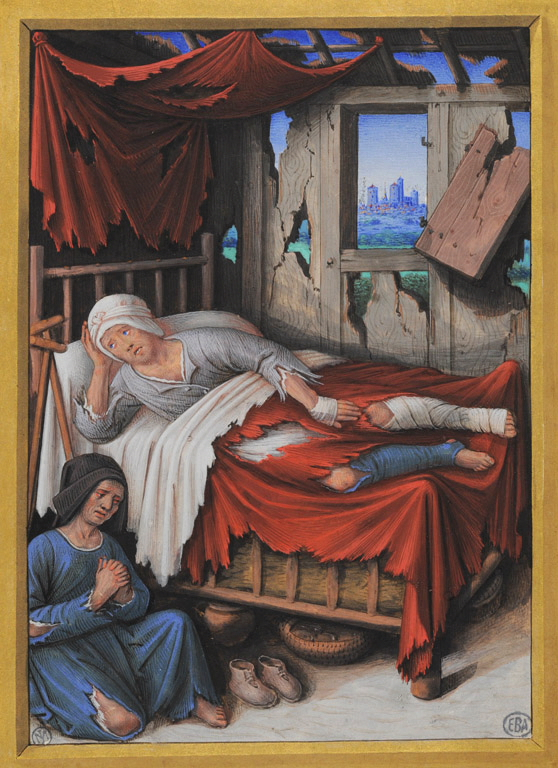
Couche à paillasse avec une étoffe suspendue et tendue faisant office de ciel de lit (v. 1500/1510).
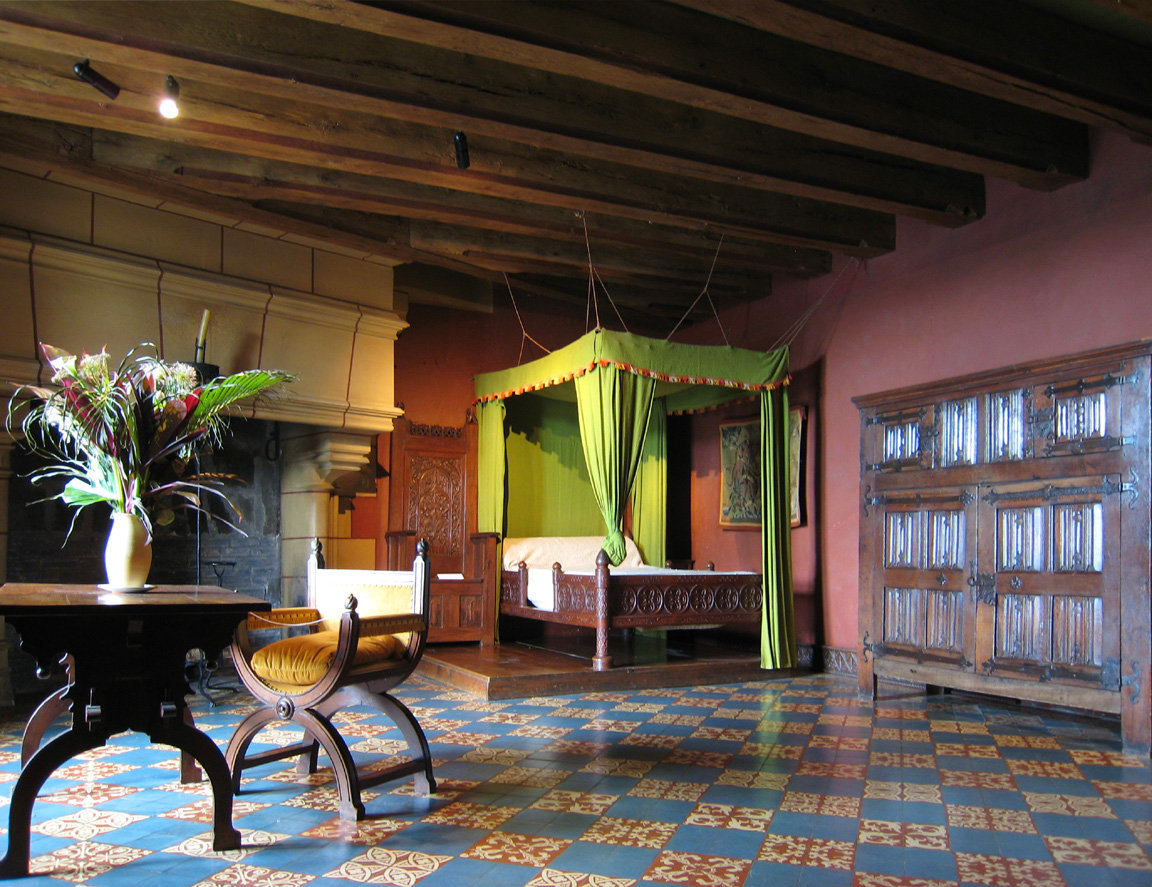
Ciel de lit suspendu aux solives du plafond par des cordes, château de Langeais, France.
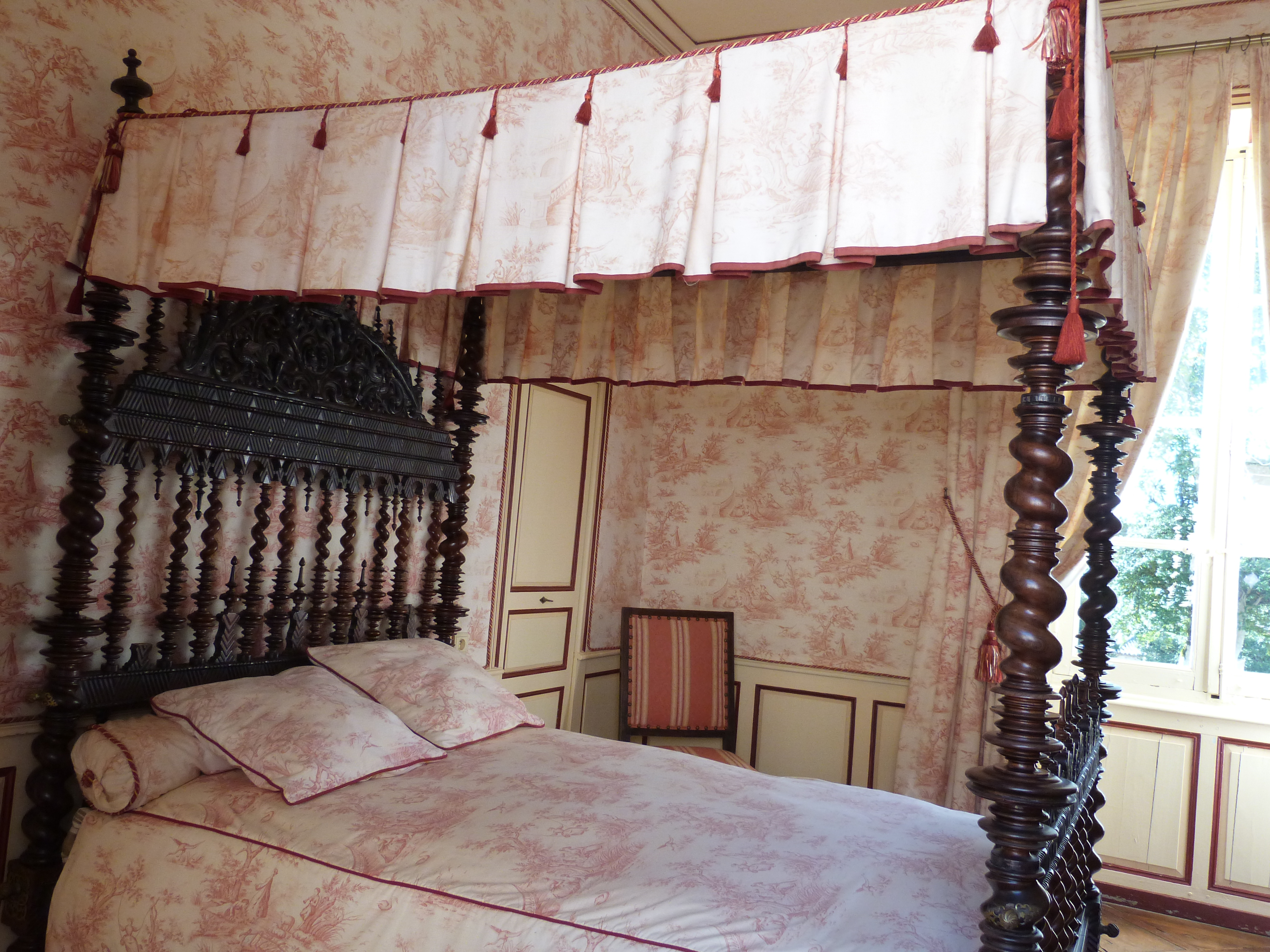
Pentes d'un ciel de lit en toile de Jouy soutenu par des quenouilles, Marqueyssac, Vézac, France.
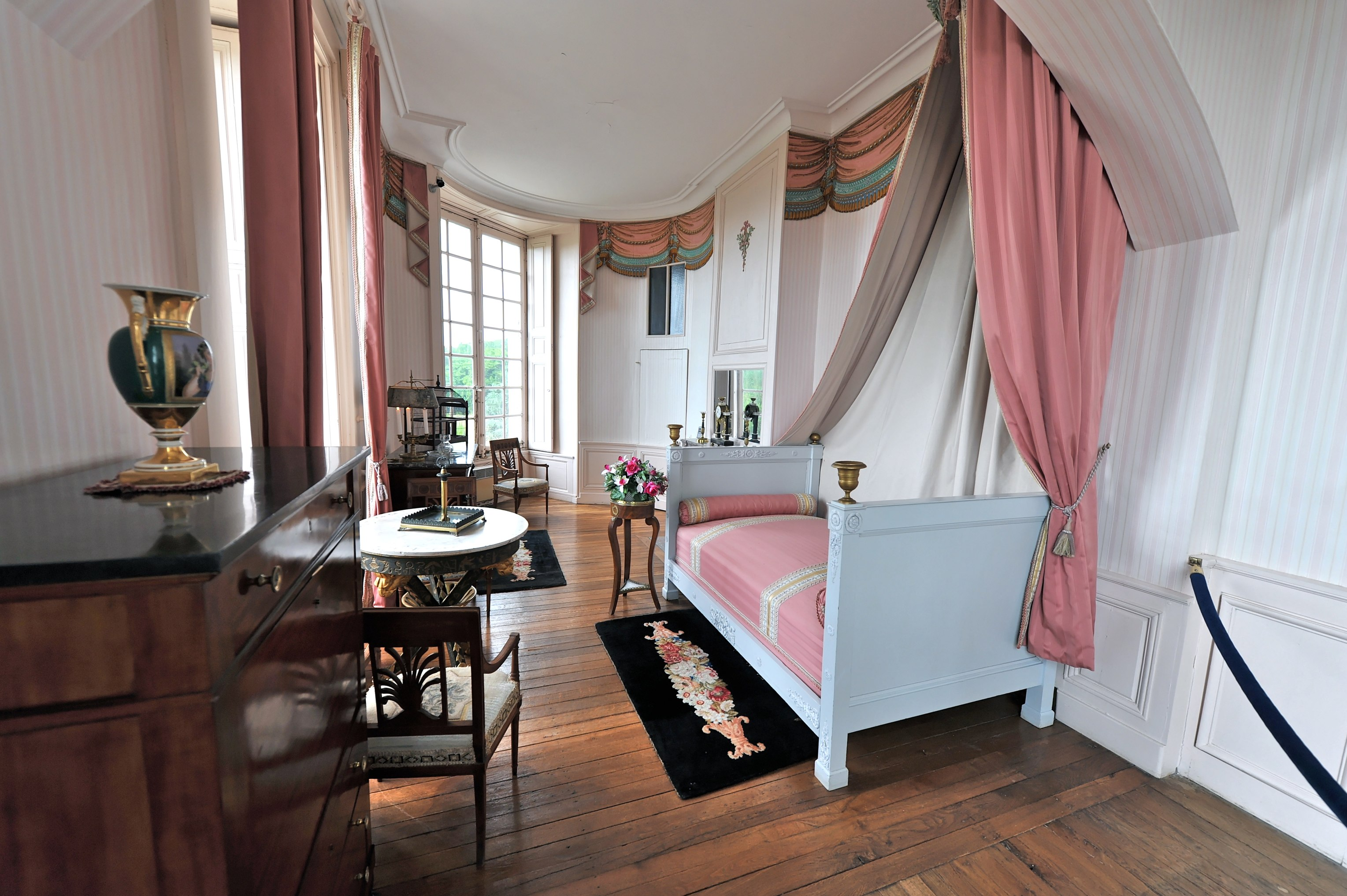
Ciel d'un lit « à flèche » de style Directoire, château de Valençay, France.
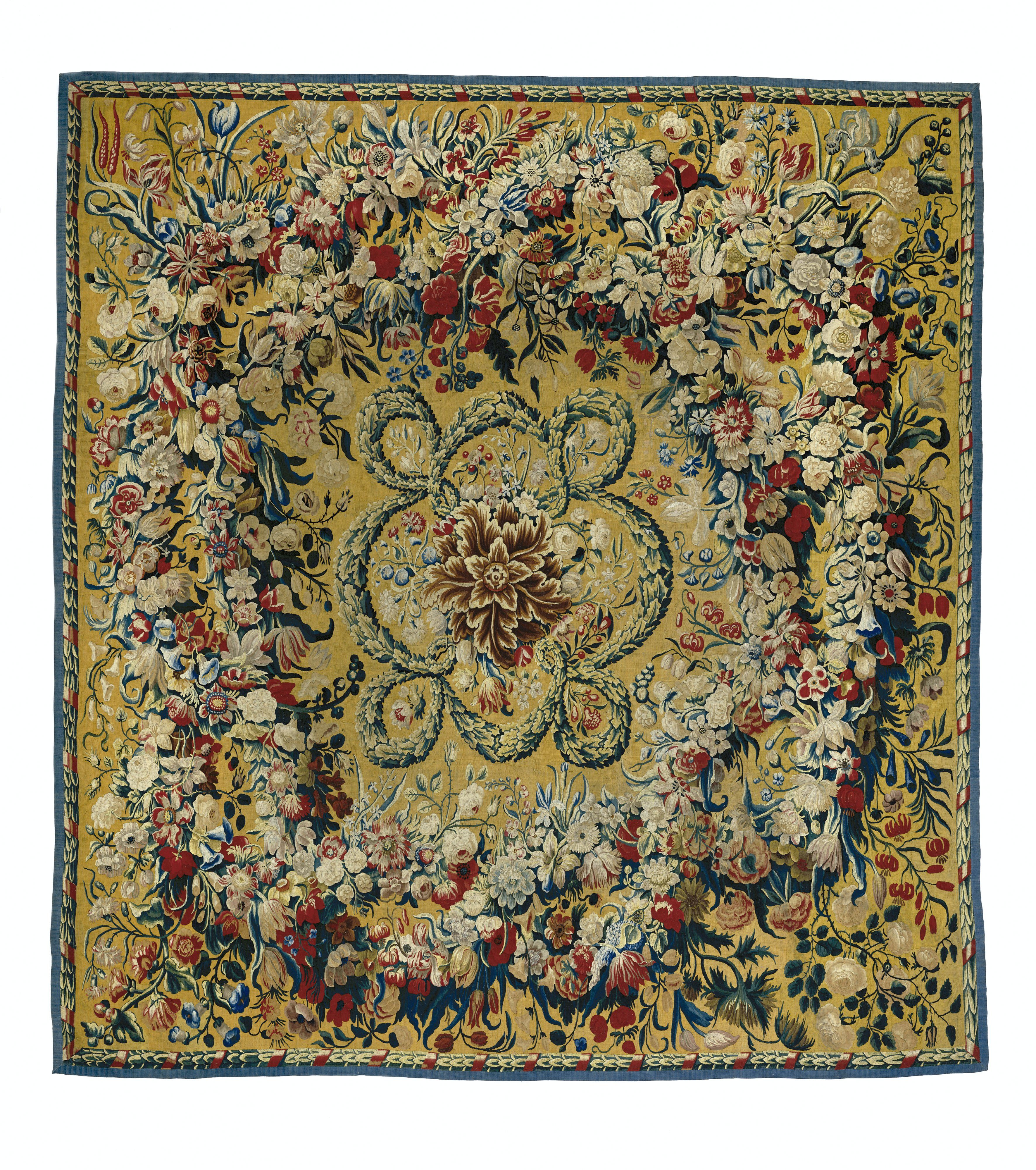
Fond de lit en tapisserie, France, 1690, au Rijksmuseum, Amsterdam, Pays-Bas.

### Sources
- Ciels de lit Site spécialisé en Ciels de lit